# Tamar (Inghilterra)

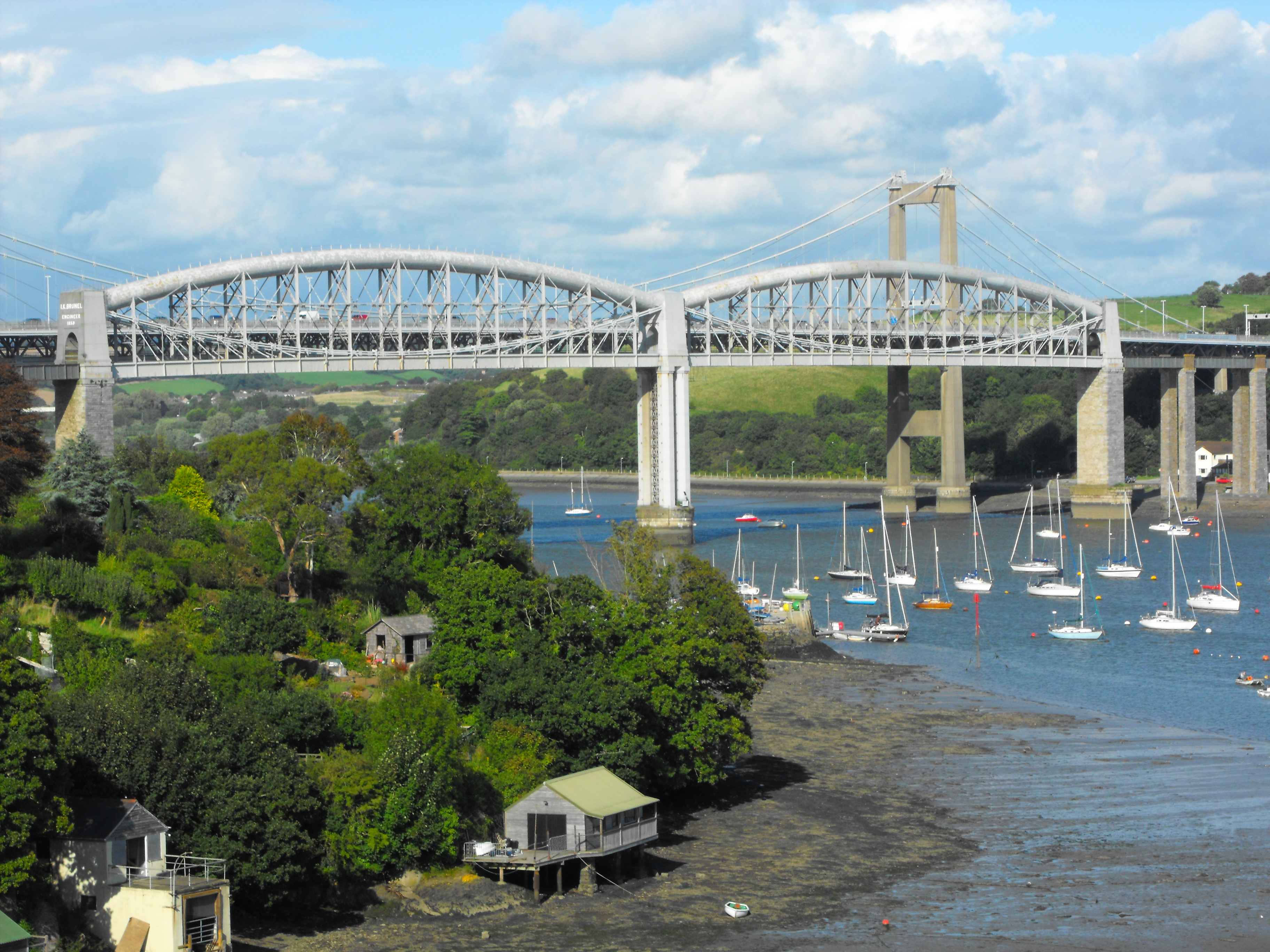
Il fiume Tamar a Saltash con il celebre Royal Albert Bridge

Il Tamar (pron.: / ˈteɪmɑr/; in lingua cornica: Tamer) è un fiume dell'Inghilterra sud-occidentale, che scorre per circa 80 km (50 miglia) in direzione nord-sud tra le contee della Cornovaglia e del Devon, in massima parte lungo il confine tra le due: nasce nella Cornovaglia settentrionale, a nord-est del villaggio di Kilkhampton, e sfocia - assieme ai fiumi Lynher e Tavy - nel Plymouth Sound (Canale della Manica), tra Plymouth (Devon sud-occidentale), Saltash (Cornovaglia) e Torpoint (Cornovaglia).
Suoi affluenti sono l'Inny, l'Ottery, il Kensey e il Lynher, in Cornovaglia, e il Deer e il Tavy, nel Devon.
La valle del fiume Tamar è classificata come Area of Outstanding Natural Beauty ("area di eccezionale bellezza naturalistica").

## Etimologia
Il nome del fiume deriva probabilmente da un'antica parola che significa all'incirca "fiume (o)scuro" (sarebbe la stessa etimologia di "Tamigi").

## Fauna
Il fiume Tamar abbonda di pesci quali il salmone, la trota di mare e la trota bruna.

## Economia
Prima dell'avvento della ferrovia, il fiume Tamar ha avuto un ruolo molto importante nell'industria della zona, in particolare per l'industria mineraria, che ha poteva sfruttare le acque del fiume per il trasporto dei minerali (stagno, rame, granito, argento, ecc.) estratti nella valle.

## Luoghi d'interesse lungo il fiume Tamar

### Cornovaglia
- Cotehele, tenuta del XV-XVI secolo (presso St Dominick)[5]
- Viadotto di Calstock
- Viadotto Coombe, a Saltash
- Royal Albert Bridge, ponte ferroviario (opera di Isambard Kingdom Brunel del 1859[6]), a Saltash

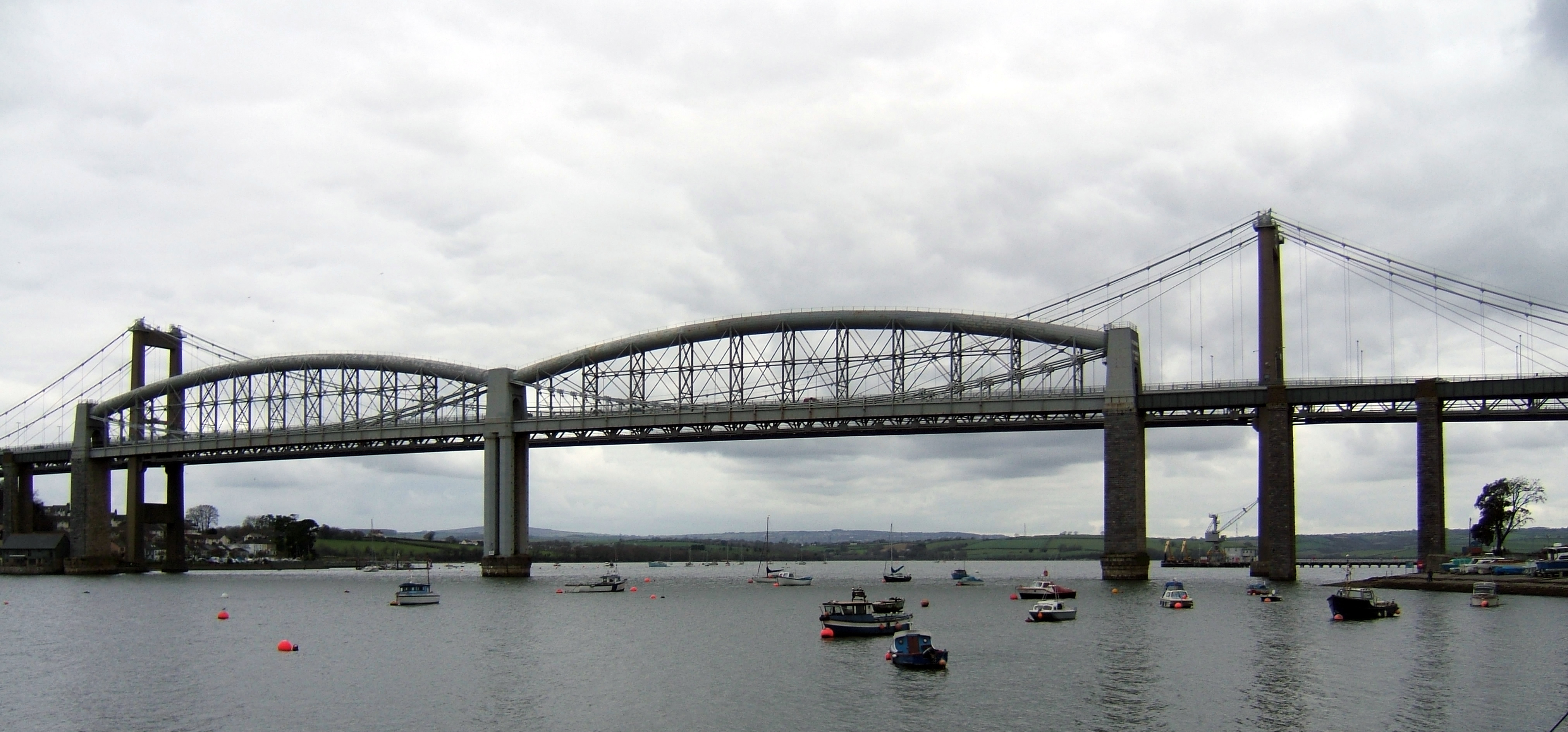
Il Royal Albert Bridge, celebre ponte sul fiume Tamar a Saltash (Cornovaglia)

### Devon
- Morwellham Quay, ex-villaggio minerario trasformato in un museo all'aperto[5]